# Virmaše
Virmaše je naselje u slovenskoj Općini Škofji Loki. Virmaše se nalazi u pokrajini Gorenjskoj i statističkoj regiji Gorenjskoj. 

## Stanovništvo
Prema popisu stanovništva iz 2002. godine naselje je imalo 512 stanovnika.